# Ivar Ahlstedt
Ivar Harald Ahlstedt, född 18 april 1916 i Malmö, död 18 november 1967 i Stockholm, var en svensk författare.
Ivar Ahlstedt är mest känd för sin bokserie om Tvillingdetektiverna (tillsammans med Sid Roland Rommerud under den gemensamma pseudonymen Sivar Ahlrud). Han skrev även flera andra ungdomsböcker, bland andra bokserierna om Joel Söder och Sigge Flod & Co samt romaner, reseskildringar och noveller. Han skrev även under andra pseudonymer, som Marcus Ahl, Mårten Vind och Ingela Ek. Stor uppmärksamhet fick Ahlstedt för novellen "Skinnknutten".

## Filmografi
- 1949 – Kvinnan som försvann
- 1957 – Som man bäddar...